# Torrent de la Baga de l'Om
El torrent de la Baga de l'Om, antigament denominat Torrent de les Teixoneres, és un torrent que discorre pel terme municipal de Monistrol de Calders, de la comarca del Moianès.
Es forma a l'extrem sud-oest del Pla de Trullars, des d'on davalla cap a l'oest, travessa tota la Baga de l'Om, deixa al nord els Solells de la Casanova, al nord-oest els Pins del Julià, deixa la Casanova a la dreta, i s'aboca en el torrent de l'Om al Gorg Negre.